# تپه پشت آب
تپه پشت آب مربوط به کالکولتیک(مس‌سنگی) - هزاره اول (پیش از میلاد) است و در شهرستان پیرانشهر، بخش مرکزی، دهستان لاهیجان، روستای بندره واقع شده است. این اثر در تاریخ ۳۰ دی ۱۳۸۵ با شمارهٔ ثبت ۱۶۸۲۲ به عنوان یکی از آثار ملی ایران به ثبت رسیده است.